# David Gergen
David Gergen Richmond (Durham, 9 de maio de 1942 – Lexington, 10 de julho de 2025) foi um consultor político e assessor dos presidentes Richard Nixon, Gerald Ford, Ronald Reagan e Bill Clinton. Foi Diretor do Centro de Liderança Pública e professor de serviço público na Harvard Kennedy School. Gergen foi o auditor da News and World Report dos Estados Unidos e do analista sênior de política da CNN.